# بيت سعدان (أرحب)

تعديل مصدري - تعديل

بيت سعدان هي إحدى قرى عزلة الثلث بمديرية أرحب التابعة لمحافظة صنعاء، بلغ تعداد سكانها 1147 نسمة حسب تعداد اليمن لعام 2004.